# Liang Wudong
Liang Wudong (en chino: 梁武东; pinyin: Liáng Wǔdōng; 14 de marzo de 1959-25 de enero de 2020), fue un médico del Hospital Xinhua en Hubei que fue el primer médico en morir de la pandemia de coronavirus 2019-2020 debido a una infección nosocomial.

## Vida
Liang fue director del Departamento de Otorrinolaringología del Hospital Integrado de Medicina Tradicional China y de la Provincia de Hubei (Hospital Xinhua). Tenía antecedentes de arritmia y fibrilación auricular persistente. El 16 de enero de 2020, Liang se sintió mal, tuvo mucha fiebre y escalofríos. Fue al Hospital Integrado de Medicina Tradicional China de Hubei para recibir tratamiento y descubrió que la tomografía computarizada mostró que tenía una infección pulmonar. Después de ser diagnosticado con la enfermedad por coronavirus 2019, fue ingresado en una sala de aislamiento para recibir tratamiento hospitalario y fue trasladado al Hospital Wuhan Jinyintan el 18 de enero de 2020 para continuar el tratamiento. A las 7 de la mañana del 25 de enero de 2020, Liang murió a la edad de 60 años. El 3 de febrero, el Fondo Shanxi Zhendong Group Renai Angel donó 100 000 yuanes a la familia de Liang Wudong y donó 2000 yuanes adicionales para gastos de subsistencia.